# Ñaque
Ñaque es el nombre que en el siglo XVII recibían las compañías de cómicos ambulantes compuestas por dos únicos actores.
De la clasificación histórica de tipos de compañía de teatro del Barroco español, ñaque es, tras el bululú, la segunda enumerada por Villandrando en su libro El viaje entretenido. En él puede leerse que su repertorio teatral se componía de algún que otro entremés, un fragmento de un auto y las rimas de octavas y loas; piezas que solían acompañar con el repiqueteo de un tamborino o un pandero.
Según Villandrando, "vivían contentos, dormían vestidos, caminaban desnudos, comían hambrientos y en el invierno con el frío no sentían los piojos", y su característica física principal eran las barbas de zamarro. Cuenta Cervantes que se atribuye al actor Navarro el mérito y osadía de quitarles el hábito de dejarse la barba a estos y otros cómicos...

"...que hasta entonces ninguno representaba sin barba postiza, e hizo que todos representasen a cureña rasa, si no eran los que habían de representar los viejos y otras figuras que pidieran mudanza de rostro."
Miguel de Cervantes Saavedra

## Permanencia
Existen al menos una compañía de teatro (en Córdoba (España)), una revista de teatro y una editorial con el nombre de "Ñaque", así como varios libros y piezas de teatro con ese título.
Concretamente, el espectáculo de ñaque se recrea en la obra Ñaque o de piojos y actores (1980) del dramaturgo José Sanchís Sinisterra.